# Llista de Béns Culturals d'Interès Nacional del Montsià
Llista de Béns Culturals d'Interès Nacional del Montsià inscrits en el Registre de Béns Culturals d'Interès Nacional (BCIN) del Departament de Cultura de la Generalitat de Catalunya per a la comarca del Montsià. Inclou els béns immobles més rellevants del patrimoni cultural que tenen la categoria de protecció de major rang com a unitat singular, conjunt, espai o zona amb valors culturals, històrics o tècnics.
L'any 2017, el Montsià comptava amb 29 béns culturals d'interès nacional classificats en 22 monuments històrics i 7 zones arqueològiques. A continuació es mostren les últimes dades disponibles ordenades per municipis.

## Patrimoni arquitectònic
| Monument                                                                  | Protecció       | Estil/època                           | Localització                                                                   | Coordenades                                          | Codi?         | Imatge |
| ------------------------------------------------------------------------- | --------------- | ------------------------------------- | ------------------------------------------------------------------------------ | ---------------------------------------------------- | ------------- | --- |
| Torre del Moro II, Torre d'en Pasqualet                                   | BCIN 462-MH     | Obra popular XVI                      | Alcanar A l'oest de la ctra. N-340, partida del Codonyol                       | 40° 37′ 04″ N, 0° 34′ 14″ E / 40.617778°N,0.570556°E | RI-51-0006553 | Torre del Moro II (Alcanar) · Vegeu més fotos d'aquest monument · Carregueu una nova foto d'aquest monument                      |
| Torre del Moro III, Torre de n'Urbano, l'Última Torre, Torre de Capadello | BCIN 463-MH     | Obra popular XVI                      | Alcanar                                                                        | 40° 36′ 59″ N, 0° 33′ 59″ E / 40.616389°N,0.566389°E | RI-51-0006554 | Torre del Moro III (Alcanar) · Vegeu més fotos d'aquest monument · Carregueu una nova foto d'aquest monument                     |
| Torre d'en Morralla                                                       | BCIN 731-MH     | Obra popular XVI                      | Alcanar Partida la Fonda                                                       | 40° 34′ 29″ N, 0° 32′ 09″ E / 40.574722°N,0.535833°E | RI-51-0006555 | Torre d'en Morralla (Alcanar) · Vegeu més fotos d'aquest monument · Carregueu una nova foto d'aquest monument                    |
| Torre d'en Calbo o d'en Gimeno                                            | BCIN 732-MH     | Obra popular XVI-XVII                 | Alcanar Camí de la Torre d'en Morralla, partida de la Fonda                    | 40° 34′ 38″ N, 0° 32′ 07″ E / 40.577187°N,0.535152°E | RI-51-0006556 | Carregueu una nova foto d'aquest monument                                                                                        |
| Torre del carrer Nou                                                      | BCIN 749-MH     | Obra popular XIV-XVI                  | Alcanar C. Nou - c. del Raval                                                  | 40° 32′ 39″ N, 0° 28′ 56″ E / 40.544167°N,0.482222°E | RI-51-0006551 | Torre del carrer Nou (Alcanar) · Vegeu més fotos d'aquest monument · Carregueu una nova foto d'aquest monument                   |
| Escut d'Alcanar                                                           | BCIN 3994-MH    | Barroc XVII                           | Alcanar Ermita de la Mare de Déu del Remei                                     | 40° 33′ 33″ N, 0° 28′ 44″ E / 40.559167°N,0.478889°E | IPA-6250      | Escut d'Alcanar · Vegeu més fotos d'aquest monument · Carregueu una nova foto d'aquest monument                                  |
| Torre de la Carrova                                                       | BCIN 7-MH       | Gòtic XII-XIV                         | Amposta Ctra. de la Carrova, km 7                                              | 40° 44′ 34″ N, 0° 33′ 39″ E / 40.742778°N,0.560833°E | RI-51-0005017 | Torre de la Carrova (Amposta) · Vegeu més fotos d'aquest monument · Carregueu una nova foto d'aquest monument                    |
| Torre de Futxeron                                                         | BCIN 470-MH     | Obra popular XII-XIV                  | Amposta Via Valdezafan, l'Oriola                                               | 40° 40′ 06″ N, 0° 35′ 14″ E / 40.668329°N,0.587184°E | RI-51-0006571 | Torre de Futxeron (Amposta) · Vegeu més fotos d'aquest monument · Carregueu una nova foto d'aquest monument                      |
| Torre de l'Oriola                                                         | BCIN 471-MH     | Obra popular XVI                      | Amposta Ctra. Amposta - Sant Carles, l'Oriola                                  | 40° 40′ 26″ N, 0° 35′ 25″ E / 40.673889°N,0.590278°E | RI-51-0006572 | Torre de l'Oriola (Amposta) · Vegeu més fotos d'aquest monument · Carregueu una nova foto d'aquest monument                      |
| Torre de Poquessalses                                                     | BCIN 472-MH     | Obra popular XVI-XVII                 | Amposta Camí de Granell                                                        | 40° 40′ 26″ N, 0° 34′ 42″ E / 40.673889°N,0.578333°E | RI-51-0006573 | Torre de Poquessalses (Amposta) · Vegeu més fotos d'aquest monument · Carregueu una nova foto d'aquest monument                  |
| Castell d'Amposta                                                         | BCIN 763-MH     | Gòtic Medieval                        | Amposta Plaça del Castell                                                      | 40° 42′ 52″ N, 0° 34′ 48″ E / 40.714444°N,0.58°E     | RI-51-0006570 | Castell d'Amposta · Vegeu més fotos d'aquest monument · Carregueu una nova foto d'aquest monument                                |
| Torre de Sant Joan                                                        | BCIN 764-MH     | Obra popular XV-XVI                   | Amposta Parc Natural del Delta de l'Ebre                                       | 40° 38′ 07″ N, 0° 42′ 27″ E / 40.635312°N,0.707446°E | RI-51-0006574 | Torre de Sant Joan (Amposta) · Vegeu més fotos d'aquest monument · Carregueu una nova foto d'aquest monument                     |
| Torre de la Figuera                                                       | BCIN 1684-MH    |                                       | Amposta (Probablement desaparegut)                                             |                                                      | RI-51-0006759 | Carregueu una nova foto d'aquest monument                                                                                        |
| Torre de la Galera, Església de Sant Llorenç                              | BCIN 875-MH     | Gòtic, barroc XIV-XVII, XVIII         | La Galera C. Major                                                             | 40° 40′ 51″ N, 0° 27′ 46″ E / 40.680833°N,0.462778°E | RI-51-0006630 | Torre de la Galera (la Galera) · Vegeu més fotos d'aquest monument · Carregueu una nova foto d'aquest monument                   |
| Església Nova                                                             | BCIN 192-MH-EN  | Neoclassicisme XVIII Final            | Sant Carles de la Ràpita C. de Sant Isidre, 128                                | 40° 36′ 57″ N, 0° 35′ 16″ E / 40.615833°N,0.587778°E | RI-51-0005079 | Església Nova (Sant Carles de la Ràpita) · Vegeu més fotos d'aquest monument · Carregueu una nova foto d'aquest monument         |
| La Glorieta, o la Capelleta                                               | BCIN 193-MH-EN  | Neoclassicisme XVIII Final            | Sant Carles de la Ràpita Av. Constitució, 66, al pati de les escoles públiques | 40° 37′ 17″ N, 0° 35′ 14″ E / 40.621389°N,0.587222°E | RI-51-0005080 | La Glorieta (Sant Carles de la Ràpita) · Vegeu més fotos d'aquest monument · Carregueu una nova foto d'aquest monument           |
| Torre del Moro I, Torre de Camín                                          | BCIN 461-MH     | Obra popular XVI                      | Sant Carles de la Ràpita Ctra. N-340, a la banda est, partida del Codonyol     | 40° 37′ 00″ N, 0° 34′ 28″ E / 40.616667°N,0.574444°E | RI-51-0006552 | Torre del Moro I (Sant Carles de la Ràpita) · Vegeu més fotos d'aquest monument · Carregueu una nova foto d'aquest monument      |
| Torre de la Guardiola, o Torre del Sagrat Cor                             | BCIN 1267-MH    | Obra popular XV-XVI                   | Sant Carles de la Ràpita Al cim de la Torreta                                  | 40° 37′ 25″ N, 0° 35′ 09″ E / 40.623611°N,0.585833°E | RI-51-0006710 | Torre de la Guardiola (Sant Carles de la Ràpita) · Vegeu més fotos d'aquest monument · Carregueu una nova foto d'aquest monument |
| Castell                                                                   | BCIN 1268-MH    | XVIII                                 | Sant Carles de la Ràpita Sota del mercat municipal                             | 40° 37′ 06″ N, 0° 35′ 37″ E / 40.618215°N,0.593595°E | RI-51-0006711 | Carregueu una nova foto d'aquest monument                                                                                        |
| Torre de Sant Jordi                                                       | BCIN 1475-MH    |                                       | Sant Jaume d'Enveja Prop del Port Fangós (desapareguda)                        |                                                      | RI-51-0006716 | Carregueu una nova foto d'aquest monument                                                                                        |
| Castell d'Ulldecona                                                       | BCIN 1269-MH-EN | Romànic, gòtic IX, XII-XIII, XVI-XVII | Ulldecona Puig del Castell, serra Grossa                                       | 40° 35′ 41″ N, 0° 25′ 50″ E / 40.594722°N,0.430556°E | RI-51-0006765 | Castell d'Ulldecona · Vegeu més fotos d'aquest monument · Carregueu una nova foto d'aquest monument                              |
| Casa de la Comanda                                                        | BCIN 1270-MH    | Gòtic XV, XIX                         | Ulldecona C. Encomanda, 3-5                                                    | 40° 35′ 51″ N, 0° 26′ 45″ E / 40.597566°N,0.445917°E | RI-51-0006766 | Casa de la Comanda (Ulldecona) · Vegeu més fotos d'aquest monument · Carregueu una nova foto d'aquest monument                   |

## Patrimoni arqueològic
Quinze abrics de Freginals i Ulldecona estan inscrits com a Patrimoni de la Humanitat com a part de l'art rupestre de l'arc mediterrani de la península Ibèrica.
| Monument                                  | Protecció       | Estil/època | Localització                                               | Coordenades                                          | Codi?         | Imatge |
| ----------------------------------------- | --------------- | --- | ---------------------------------------------------------- | ---------------------------------------------------- | ------------- | --- |
| Poblat ibèric de la Moleta del Remei      | BCIN 1986-ZA    | Lloc d'habitació amb estructures conservades, poblat. Lloc d'enterrament Inhumació col·lectiu, necròpolis. Des de Bronze Final III a Ferro-Ibèric Ple (-900/-200) | Alcanar Moleta del Remei                                   | 40° 33′ 30″ N, 0° 28′ 54″ E / 40.558402°N,0.481644°E | RI-55-0000092 | La Moleta del Remei (Alcanar) · Vegeu més fotos d'aquest monument · Carregueu una nova foto d'aquest monument                         |
| Abric de les Llibreres                    | PH BCIN 1996-ZA | Cova natural amb representació gràfica, pintura | Freginals Prop de la cinglera de la Pietat                 | 40° 39′ 48″ N, 0° 29′ 42″ E / 40.663433°N,0.494924°E | RI-55-0000540 | Carregueu una nova foto d'aquest monument                                                                                             |
| Abric dels Masets                         | PH BCIN 1995-ZA | Cova natural amb representació gràfica, pintura Neolític/Bronze                                                                                                   | Freginals Prop de la cinglera de la Pietat                 | 40° 40′ 24″ N, 0° 30′ 05″ E / 40.673217°N,0.501481°E | RI-55-0000539 | Carregueu una nova foto d'aquest monument                                                                                             |
| Cocó de la Gralla                         | BCIN 4394-ZA    | Abrics i similars amb representació gràfica, pintura Epipaleolític (-9000/-5000)                                                                                  | Mas de Barberans Barranc de Montpou                        | 40° 43′ 20″ N, 0° 19′ 50″ E / 40.722317°N,0.330526°E | IPAPC-22111   | Cocó de la Gralla (Mas de Barberans) · Vegeu més fotos d'aquest monument · Carregueu una nova foto d'aquest monument                  |
| Abrics d'Ermites de la serra de la Pietat | PH BCIN 2077-ZA | Abrics i similars amb representació gràfica, pintura. Des de Neolític a Bronze (-5500/-650)                                                                       | Ulldecona Partida d'Ermites, serra de la Pietat            | 40° 37′ 55″ N, 0° 27′ 56″ E / 40.631947°N,0.465449°E | RI-55-0000543 | Abrics d'Ermites de la serra de la Pietat (Ulldecona) · Vegeu més fotos d'aquest monument · Carregueu una nova foto d'aquest monument |
| Abric d'Esquarterades I                   | PH BCIN 2069-ZA | Abrics i similars amb representació gràfica, pintura. | Ulldecona Partida de les Esquarterades, serra de la Pietat | 40° 38′ 07″ N, 0° 28′ 28″ E / 40.635262°N,0.474512°E | RI-55-0000541 | Carregueu una nova foto d'aquest monument                                                                                             |
| Abric d'Esquarterades II                  | PH BCIN 2070-ZA | Abrics i similars amb representació gràfica, pintura. | Ulldecona Partida de les Esquarterades, serra de la Pietat | 40° 38′ 08″ N, 0° 28′ 32″ E / 40.635594°N,0.475568°E | RI-55-0000542 | Carregueu una nova foto d'aquest monument                                                                                             |

A més, alguns monuments històrics estan inclosos també en l'Inventari del Patrimoni Arqueològic i Paleontològic de Catalunya (IPAPC) per tenir protegit igualment el seu subsol o l'entorn.